# Esports d'equip
Els esports d'equip són disciplines realitzades entre grups de persones amb l'objectiu comú de superar al contrincant, utilitzant un sistema de puntuació per a decidir l'equip guanyador. Necessiten la compenetració dels diversos membres de l'equip per aconseguir un bon resultat, es creen estratègies i planificació de jugades en comú, però també es treballa la tècnica individual per ajudar el rendiment del grup.
Hi ha valors molt importants que es potencien amb la pràctica esportiva de grup com la participació, cooperació, sacrifici, solidaritat, sentit de grup, progrés i superació que, a més a més d'ajudar el grup, faciliten el desenvolupament individual de cada membre de l'equip.
Els esports d'equip acostumen a utilitzar estris per aconseguir el seu objectiu. Majoritàriament s'utilitza la pilota (futbol, bàsquet, rugbi...) però també cintes, sticks, aros, patins, rems..
Poden ser classificats en funció del nombre de components de cada equip. Aquests són alguns dels esports d'equip practicats arreu del món:

## Més de 10 jugadors per equip
- Futbol
- Futbol americà
- Futbol australià
- Futbol gaèlic
- Hoquei sobre herba
- Rugbi a 15
- Rugbi a 13
- Beisbol
- Criquet
- Lacrosse
- Bandy
- Shinty
- Joc d'estirar la corda

## De 3 a 10 jugadors per equip
- Bàsquet
- Corfbol
- Curling
- Fistbol
- Futbol sala
- Handbol
- Hoquei sobre gel
- Hoquei sobre patins
- Motoball
- Netball
- Polo
- Ultimate
- Voleibol
- Xinlone
- Waterpolo

## De parelles
- Joc de pilota (també esport individual)
- Bàdminton
- Pàdel
- Tennis de taula (també esport individual)
- Tennis (també esport individual)
- Voleibol platja
- Jorkyball